# Kocaeli B.B. Kağıt

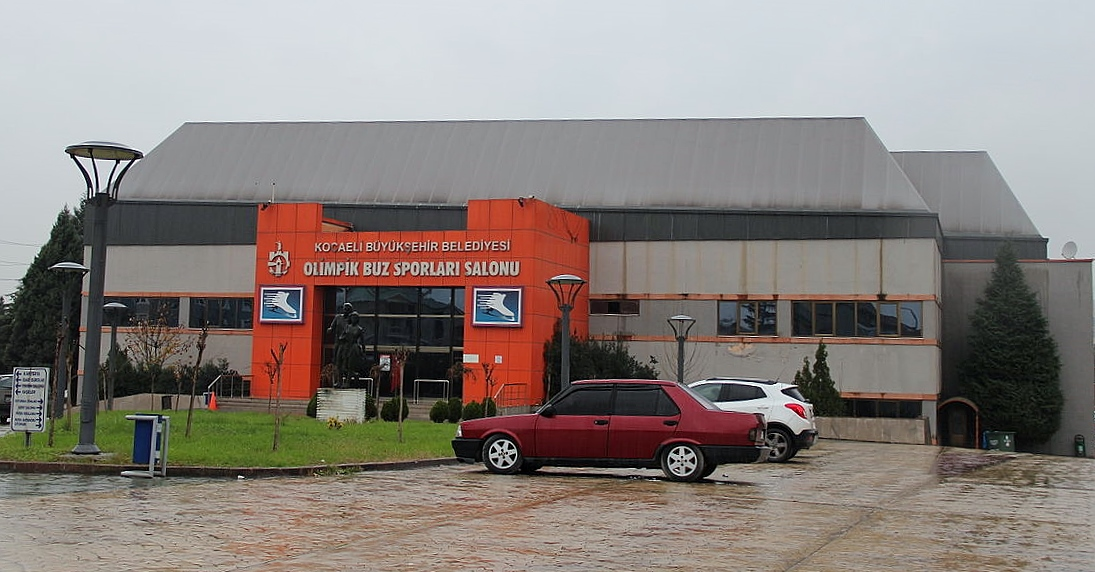
Kocaeli B.B. Ice Arena

Kocaeli B.B. Kağıt je hokejový klub z İzmitu, který hraje Tureckou hokejovou ligu. Klub byl založen roku 2000. Jejich domovským stadionem je Kocaeli Buz Pisti.

## Vítězství
- Turecká liga ledního hokeje - 2007